# 王建 (唐)
王 建（おう けん、? - 830年?）は、中国・唐の詩人。字は仲初。本貫は潁川郡。

## 経歴
775年（大暦10年）に進士に及第する。渭南県尉より太府寺丞・秘書丞・侍御史を歴任、文宗の大和年間には陝州司馬に転出した。また、辺境に従軍したこともあるが、内地に帰ってからは長安西北の咸陽に住んだ。
『唐王建詩集』9巻がある。

## 詩人としての彼
作品に、『十五夜望月（十五夜、月を望む）』（七言絶句）がある。
| 十五夜望月     |                                                      |
| 中庭地白樹棲鴉 | 中庭 地白うして樹に鴉棲（す）み                      |
| 冷露無声湿桂花 | 冷露（れいろ） 声無く 桂花（けいか）を湿（うるお）す |
| 今夜月明人尽望 | 今夜 月明（げつめい） 人尽（ことごと）く望むも       |
| 不知秋思在誰家 | 知らず秋思（しゅうし） 誰（た）が家にか在る          |